# سارة هدسون
سارة هدسون (بالإنجليزية: Sarah Hudson)‏ هي مغنية أمريكية، ولدت في 1984 في لوس أنجلوس في الولايات المتحدة.

## وصلات خارجية
- سارة هدسون على موقع IMDb (الإنجليزية)
- سارة هدسون على موقع ميوزك برينز (الإنجليزية)
- سارة هدسون على موقع أول ميوزيك (الإنجليزية)
- سارة هدسون على موقع ديسكوغز (الإنجليزية)
- سارة هدسون على موقع قاعدة بيانات الفيلم (الإنجليزية)